# Pierścienie Władzy
Pierścienie Władzy (także Wielkie Pierścienie) – magiczne przedmioty ze stworzonej przez J.R.R. Tolkiena mitologii Śródziemia.

## Historia Pierścieni
Pierwotnie było dziewiętnaście Pierścieni Władzy. Ñoldorowie z Eregionu wykuli je korzystając z wiedzy zdobytej od Saurona. Sam Sauron, w tajemnicy, wykuł w ogniu Orodruiny dwudziesty – zwany Jedynym Pierścieniem. Obdarzył go znaczną częścią swej mocy, aby uzyskać władzę nad pozostałymi pierścieniami. Związał przy tym własne istnienie z istnieniem Pierścienia.
Ñoldorowie zdali sobie sprawę, że Sauron pragnie je kontrolować i zrezygnowali z używania pierścieni. Sauron wypowiedział im wojnę i przejął większość Pierścieni Władzy z wyjątkiem trzech najpotężniejszych, z którymi Ñoldorom z Eregionu udało się uciec. Sauron następnie przekazał siedem Pierścieni królom krasnoludów, a dziewięć możnym ludziom. Krasnoludowie używali Pierścieni w celu gromadzenia bogactw, ale nigdy nie poddali się władzy Saurona. Cztery z ich pierścieni zostały zniszczone przez smoki, trzy pozostałe Sauron odzyskał (ostatni z nich został odebrany Thráinowi, ojcu Thorina Dębowej Tarczy przed wydarzeniami opisanymi w Hobbicie). Ludzie, którzy otrzymali dziewięć pierścieni, ulegli potędze Jedynego i stali się Nazgûlami, Upiorami Pierścienia.

## Trzy Pierścienie
Trzy Pierścienie Ñoldorów z Eregionu zostały wykute osobiście przez Celebrimbora i Sauron nigdy nie miał do nich dostępu. Ich nazwy pochodzą z quenyi.

### Narya
W quenyi nárë (z rdzeniem nár) znaczy ogień. Stąd zwany był Pierścieniem Ognia i Czerwonym Pierścieniem. Miał osadzone czerwone oczko z rubinu.
Według Niedokończonych opowieści pierwszym jego właścicielem był Celebrimbor, który oddał Naryę razem z Vilyą Gil-Galadowi, królowi Ñoldorów, który to zaś powierzył Czerwony Pierścień Círdanowi, władcy Mithlondu, zatrzymując Vilyę.
Círdan, gdy witał Gandalfa w Mithlondzie przekazał mu go, gdyż wiedział, że czarodziej jest jednym z Majarów z Amanu i może wykorzystać pierścień, by „rozpalić chłodniejące serca świata”. Círdan wyrzekł się pierścienia ognia, gdyż jak sam powiedział: „Dopóki ostatni okręt nie odpłynie z Mithlondu ja nie znużę się tym światem” – pierścień ten chronił bowiem od znużenia.
Gandalf odpłynął z pierścieniem w Ostatniej Wyprawie Powierników Pierścieni.

### Nenya
W quenyi nén (z rdzeniem nen) znaczy woda, dlatego był to Pierścień Wody. Wykonany z mithrilu, z osadzonym diamentem.
Jego powiernicą była Galadriela z Lothlórien, która pod koniec Trzeciej Ery zabrała go na Zachód.

### Vilya
W quenyi vilya znaczy powietrze. Był wykonany ze złota z oprawionym szafirem. Pierścień ten uważany był za najpotężniejszy spośród Trzech danych elfom. Początkowo powierzony został Gil-galadowi, który pod koniec Drugiej Ery przekazał go Elrondowi.
Po upadku Saurona moc tego Pierścienia zanikła i został on zabrany przez Elronda za morze na początku Czwartej Ery.